# Bacteroides fragilis
Il Bacteroides fragilis è un batterio anaerobio obbligato, gram-negativo, a forma di bastoncino. Fa parte del normale microbiota del colon umano ed è generalmente commensale, ma può causare infezioni se passa nel flusso sanguigno o nei tessuti circostanti a seguito di interventi chirurgici, malattie o traumi.

## Epidemiologia e patogenesi
Di tutte le infezioni anaerobiche, specialmente quelle che hanno origine dal microbiota gastrointestinale, quelle provocate dalle Bacteroidaceae e in particolare da B fragilis sono le più comuni. Questi organismi sono resistenti alla penicillina in virtù della produzione di beta-lattamasi e di altri fattori ancora poco conosciuti.
Questo gruppo era precedentemente organizzato in sottospecie di B. fragilis (ad esempio B. f. ssp. fragilis, B. f. ssp. distasonis, B. f. ssp. ovatus, B. f. ssp. thetaiotaomicron, e B. f. ssp. vulgatus). Sono stati successivamente riclassificati e raggruppati in un'unica specie sulla base dell'omologia del loro DNA. B. fragilis (in passato noto come B. f. ssp. fragilis) è spesso rilevato nel sangue, liquido pleurico, liquido peritoneale, nelle ferite, e negli ascessi.
Sebbene il gruppo B. fragilis sia la specie più comune riscontrata nei campioni clinici, è il Bacteroides meno comune presente nel microbiota fecale, comprendendo solo lo 0,5% dei batteri presenti nelle feci. La loro patogenicità deriva in parte dalla loro capacità di produrre una capsula polisaccaridica, che ne impedisce la fagocitosi e stimola la formazione di ascessi.
B. fragilis è coinvolto nel 90% delle infezioni peritoneali anaerobiche. Provoca anche batteriemia associata a infezioni intra-addominali, peritonite e ascessi a seguito di rottura dei visceri addominali e ascessi sottocutanei o ustioni vicino all'ano. Sebbene sia un gram negativo, ha un LPS che non provoca shock endotossico.

## Trattamento
In generale, B. fragilis è sensibile al metronidazolo, ai carbapenemi, alla tigeciclina, alle combinazioni di beta-lattamici / inibitori delle beta-lattamasi (ad es. ampicillina/sulbactam, piperacillina/tazobactam ) e ad alcuni antimicrobici della classe delle cefalosporine, inclusa la cefoxitina. I batteri hanno un'alta resistenza intrinseca alla penicillina. La produzione di beta lattamasi sembra essere il principale meccanismo di resistenza agli antibiotici in B. fragilis. La clindamicina non è più raccomandata come agente di prima linea per B. fragilis a causa della resistenza emergente di alto livello (>30% in alcuni studi).

## Ricerca ambientale
I batteriofagi di B. fragilis sono comunemente usati come traccianti di materiale fecale umano nelle acque.